# الطيوريات
الطيوريات هو كتاب ألفه الحافظ أبو طاهر صدر الدين أحمد بن محمد بن سلفة انتخب من أصول كتب شيخه أبي الحسين بن عبد الجبار الطيوري الصيرفي.
الكتاب معروف ب «الطيوريّات» وهذا الانتخاب يحتوي على مرويات كثيرة ومتنوعة، تتميز بعلوّ أسانيدها، وطرافة مواضيعها، علاة على ما فيها من الفوائد والغرائب، والأناشيد والحكايات.

## نبذه عن الكتاب
يشتمل الكتاب على أحاديث مروية عن الرسول، يتخللها أخبار عن المحدثين والشيوخ، وما يحدث معهم من طرائف، وماكانوا يروون من أخبار أدبية، وما ينشدون من مختارات شعرية تستحق الرواية والإنشاد، وتزدان بروايتها المجالس فيها النكتة اللطيفة، واللمحة النادرة. الكتاب كان محفوظًا في المكتبة الظاعية في دمشق.

## وصلات خارجية
- تحميل الطيوريات من المكتبة الشاملة
- تحميل الطيورياتمن المكتبة الوقفية